# Stichelia dukinfieldia
Stichelia dukinfieldia är en fjärilsart som beskrevs av William Schaus 1902. Stichelia dukinfieldia ingår i släktet Stichelia och familjen Riodinidae. Inga underarter finns listade i Catalogue of Life.